# BSA W-serie
De BSA W-serie was een serie 500cc-motorfietsen die het Britse merk BSA uit Birmingham produceerde van 1932 tot 1936.

## Voorgeschiedenis
BSA was oorspronkelijk een wapenfabrikant: Birmingham Small Arms Trade Association, opgericht door veertien wapensmeden die door gebrek aan opdrachten na het einde van de Krimoorlog in 1861 besloten samen te gaan werken. Ook dit samenwerkingsverband kon niet overleven zonder andere producten, en zo verschenen er in 1880 BSA-fietsen en in 1907 zelfs BSA-auto's. In 1910 begon de motorfietsproductie met de 500cc-BSA 3½ HP-serie, die bij het uitbreken van de Eerste Wereldoorlog weer werd beëindigd. BSA bouwde vanaf dat moment wel zwaardere motorfietsen, maar pas in 1924 verscheen er weer een 500cc-model, het BSA Model S 5 HP De Luxe. De BSA Model S-serie werd erg populair en werd in 1927 uitgebreid met kopkleppers. Deze machines kregen ook de modieuze sloper-motor, die door andere merken al snel werd gekopieerd. BSA-klanten konden kiezen uit een zeer uitgebreid programma, met staande zij- en kopkleppers en zij- en kopklep-slopers. Het duurde een jaar tot de beurskrach van 1929 invloed kreeg op het BSA-programma, omdat de modellen van 1930 al twee maanden ervoor productieklaar waren. In 1931 werd het programma ingeperkt van vijftien tot twaalf modellen, waaronder drie 500cc-modellen, allemaal slopers. 

## W-serie
In 1932 had BSA nog maar twee slopers in haar programma: de 500cc-kopklepper S32-8 De Luxe en de 557cc-zijklepper H32-9. Er kwam een nieuwe serie met staande 500cc-eencilindermotoren, de W-serie. 

## W-serie zijkleppers

### W32-6
De BSA W32-6 uit 1932 was de eerste zijklepper uit de nieuwe serie. Het was het standaard toermodel voor de rustige rijder en nadrukkelijk ook voor de zijspanrijder. BSA leverde zelfs een scala aan passagiers- en "commercial"-zijspannen, waarbij in sommige gevallen de ombouw van commercial naar passagiersspan binnen enkele minuten mogelijk was. De type-aanduiding was in 1930 ingevoerd: een letter (W) voor 500 cc, een getal (32) voor het bouwjaar 1932 en een tweede getal (6) voor de plaats in de catalogus. 

#### Motor
De motor was vanzelfsprekend een zijklepmotor waarbij de kleppen rechts naast de cilinder stonden. Ze kreeg ten opzichte van de Model S-serie nieuwe cilindermaten: de boring ging van 80 mm naar 85 mm, de slag van 98 mm naar 88 mm en de cilinderinhoud van 493 naar 499 cc. Het blok zag er netjes en strak uit, mede omdat de kleppen verborgen gingen achter een metalen plaatje. Omdat de cilinder nu weer rechtop stond moesten de ontstekingsmagneet (of bij elektrische verlichting de magdyno) naar de voorkant verhuizen. De magneet werd aangedreven door een korte ketting in een stofvrij kettingkastje. Op dit kastje (eigenlijk het distributiecarter) zat ook de oliepomp. Het carter was aan de voorkant uitgebreid met een compartiment voor 1,7 liter smeerolie. Het was echter geen wet-sumpsysteem, want de olie stond niet rechtstreeks in verbinding met de motor. Het was simpelweg de opslag voor het dry-sumpsysteem en verving een olietank. De brandstoftoevoer werd verzorgd door een Amal-carburateur. De machine had een fishtail-uitlaat. 

#### Transmissie
Aan de linkerkant van de krukas zat een transmissiedemper om de aandrijfkettingen te beschermen tegen de klappen van de motor. De primaire aandrijving werd verzorgd door een ketting in een volledig gesloten kettingkast. De meervoudige droge plaatkoppeling dreef de handgeschakelde versnellingsbak aan, die nu vier versnellingen had. Op de versnellingsbak zat ook de kickstarter. Vanaf de versnellingsbak werd het achterwiel aangedreven door een ketting in een open kettingscherm.

#### Rijwielgedeelte
Het dubbel wiegframe was een erfenis van de slopers. De staande eencilinders hadden eerder een open brugframe met een dragende functie voor de motor. Die dragende functie bleef echter, want het frame bestond uit aan elkaar geschroefde rechte buizen en was nog steeds afhankelijk van de stevigheid van het motorblok. Voor zat een schommelvoorvork uit eigen BSA-productie, die werkte volgens het Girder-principe met een enkele, centrale veer en een frictiedemper als schokdemper. Achtervering was er niet. Het kastje met boordgereedschap zat rechts tussen de buizen van het achterframe, zodat er onder het zadel ruimte was voor de accu. Als de machine werd besteld met elektrische verlichting (van Lucas Industries) kwam er een instrumentenpaneel boven op de tank. Dat bevatte een oliedrukmeter, een ampèremeter, de lichtschakelaar en een controlelampje. Klanten konden ook de ouderwetse acetyleenverlichting bestellen. Voor en achter zaten trommelremmen. De machine had een zwart frame en een groene tank met verchroomde bovenkant. Onder de tank zat een bandenpompje. 

### W33-6, W34-7, W35-6 en W6
De BSA W33-6 was identiek aan de W32-6. Vanaf 1932 waren alle BSA's standaard voorzien van elektrische verlichting. De machine had dan ook een instrumentenpaneel op de tank. De BSA W34-7 bleef ongewijzigd en kostte in 1934 54 pond. Opmerkelijk genoeg was dit niet het zevende, maar het achtste model in de catalogus, die begon met een "0"-model, de BSA X34-0, een 150cc-kopkleppertje. Zo was de BSA W35-6 ook het zevende model in de catalogus. Ze kostte 55 pond en 10 shilling. In 1936 werd de toevoeging van het bouwjaar weggelaten. Zo ontstond de BSA W6, die nu een snel verwijderbaar achterwiel kreeg en 56 pond en 10 shilling kostte. De W6 was de allelaatste motorfiets uit de W-serie. De kopkleppers waren in 1936 al opgevolgd door de BSA Q-serie.

## W-serie kopkleppers
Zoals de zijkleppers hadden ook de kopkleppers uit de BSA W-serie uitsluitend nog staande eencilindermotoren, maar wel met twee (Two Port) uitlaatpoorten en dientengevolge ook twee uitlaten. Dit was zuiver esthetisch, de machine zag er van achteren symmetrisch uit. Qua vermogen leverde het niets op, maar de machine werd er wel zwaarder door. De kopkleppers waren zonder uitzondering als sportmotor bedoeld, hoewel ze ook geschikt waren voor (sportief) zijspanrijden. De serie bestond uit een aantal basismodellen, de Blue Stars en de Specials. 

### Motor
De motor was vanzelfsprekend een kopklepmotor waarbij de stoterstangen rechts naast de cilinder stonden. Ze kreeg ten opzichte van de Model S-serie nieuwe cilindermaten: de boring ging van 80 mm naar 85 mm, de slag van 98 mm naar 88 mm en de cilinderinhoud van 493 naar 499 cc. Omdat de cilinder nu weer rechtop stond moesten de ontstekingsmagneet (of bij elektrische verlichting de magdyno) naar de voorkant verhuizen. De magneet werd aangedreven door een korte ketting in een stofvrij kettingkastje. Op dit kastje (eigenlijk het distributiecarter) zat ook de oliepomp. Het carter was aan de voorkant uitgebreid met een compartiment voor 1,7 liter smeerolie. Het was echter geen wet-sumpsysteem, want de olie stond niet rechtstreeks in verbinding met de motor. Het was simpelweg de opslag voor het dry-sumpsysteem en verving een olietank. De brandstoftoevoer werd verzorgd door een Amal-carburateur met twistgrip-control. 

### Transmissie
Aan de linkerkant van de krukas zat een transmissiedemper om de aandrijfkettingen te beschermen tegen de klappen van de motor. De primaire aandrijving werd verzorgd door een ketting in een volledig gesloten kettingkast. De meervoudige droge plaatkoppeling dreef de handgeschakelde versnellingsbak aan, die nu vier versnellingen had. Op de versnellingsbak zat ook de kickstarter. Vanaf de versnellingsbak werd het achterwiel aangedreven door een ketting in een open kettingscherm.

### Rijwielgedeelte
Het dubbel wiegframe was een erfenis van de slopers. De staande eencilinders hadden eerder een open brugframe met een dragende functie voor de motor. Die dragende functie bleef echter, want het frame bestond uit aan elkaar geschroefde rechte buizen en was nog steeds afhankelijk van de stevigheid van het motorblok. Voor zat een schommelvoorvork uit eigen BSA-productie, die werkte volgens het Girder-principe met een enkele, centrale veer, frictiedempers als schokdemper en als stuurdemper. Achtervering was er niet. Als de machine werd besteld met elektrische verlichting (van Lucas Industries) kwam er een instrumentenpaneel boven op de tank. Dat bevatte een oliedrukmeter, een ampèremeter, de lichtschakelaar en een controlelampje. Klanten konden ook de ouderwetse acetyleenverlichting bestellen. Voor en achter zaten trommelremmen. 

### Basismodellen
De basismodellen hadden een normaal uitlaatsysteem met laaggeplaatste fishtail pipes. Het kastje met boordgereedschap zat rechts tussen de buizen van het achterframe, zodat er onder het zadel ruimte bleef voor de accu. Deze modellen waren bedoeld voor sportieve rijders, maar werden nadrukkelijk ook aangeprezen als zijspantrekker. BSA leverde daarvoor sportieve, lichte zijspannen. Ze leverden uiteraard meer vermogen dan de zijkleppers. 

#### W32-7, W33-6, W33-7, W34-8 en W35-7
De naam van BSA W32-7 was samengesteld uit een letter ("W" voor 500cc-eencilinders), een getal ("32") voor het productiejaar) en een tweede getal ("7") voor de plaats in de BSA-catalogus. Feitelijk was de machine nog niet de opvolger van de S31-9 en S31-10 De Luxe-slopers, want in dit jaar werd ook de S32-8-sloper nog geleverd. De W32-7 had een zwart frame en een verchroomde tank met groene flanken. Indien met elektrisch licht geleverd zat het instrumentenpaneel bovenop de tank. Ze had twee fishtail pipes. De versnellingsbak was handgeschakeld. Het gereedschapskastje zat tussen de buizen van het achterframe en de machine had een broodzadel om een racehouding aan te nemen. De opvolger BSA W33-7 was bijna identiek, maar nu standaard voorzien van elektrische verlichting en een instrumentenpaneel. De fishtail pipes waren vervangen door ronde uitlaten. In 1934 volgde de BSA W34-8, die 57 pond kostte. De BSA W35-7 was het laatste model in deze serie. Ze kostte in 1935 58 pond en 10 shilling en werd in 1936 opgevolgd door de BSA Q7.

### Blue Star-modellen

#### W32-7 Blue Star, W33-8 Blue Star, W34-9 Blue Star en W35-8 Blue Star
De W37-7 Blue Star was nog veel sportiever dan de W32-7 en het zustermodel van de 350cc-BSA L32-5 Blue Star, met dezelfde uitrusting. Dat betekende een hoge compressie-zuiger, sterkere klepveren, racenokkenassen, een racebougie en een Amal-carburateur met acceleratiepomp. Ze kreeg ook upswept-uitlaten, een gecombineerd remsysteem en voetschakeling. Klanten die daar niet aan konden wennen konden nog steeds handschakeling bestellen. Het gereedschapskastje zat hoog, tegen de bovenkant van het achterspatbord. De velgen waren verchroomd, maar in het midden zwart gespoten. De compressieverhouding bedroeg 9,5:1 en de motor leverde 34 pk bij 4.500 tpm. Daarmee was een topsnelheid van 137 km/uur haalbaar. In 1933 volgde de BSA W33-8 Blue Star, die ongewijzigd bleef. Dat gebeurde ook met de BSA W34-9 Blue Star, die met een prijs van 59 pond niet veel duurder was dan de basisuitvoering BSA W34-8. De BSA W35-8 Blue Star was het laatste model uit deze serie. Het werd in 1936 opgevolgd door de BSA Q21 New Blue Star. 

### Special-modellen

#### W33-9 Special, W34-10 Special en W35-9 Special
Hoewel de Blue Stars al zeer sportief waren, bracht BSA in 1933 de W33-9 Special uit. Dit was een echte straatlegale racemotor, bedoeld voor clubmanraces. Naast de speciale onderdelen die de Blue Star al bezat, kreeg deze machine een speciale 14mm-bougie, een race-twistgrip en een Amal TT-carburateur. De W33-9 had ook het kleine, rode sterretje op het distributiecarter dat de opgevoerde motoren kregen als sinds 1930 kregen. In tegenstelling tot de Blue Star had de Special normale, laaggeplaatste uitlaten en het gereedschapskastje tussen de achterste framebuizen. De W34-10 Special bleef vrijwel ongewijzigd. Met 69 pond en 10 shilling was de machine erg veel duurder dan de W34-8 en de W34-9 Blue Star. De W35-9 Special was de laatste uit de serie. Hij kostte 72 pond en werd in 1936 niet opgevolgd. 

## Afbeeldingen

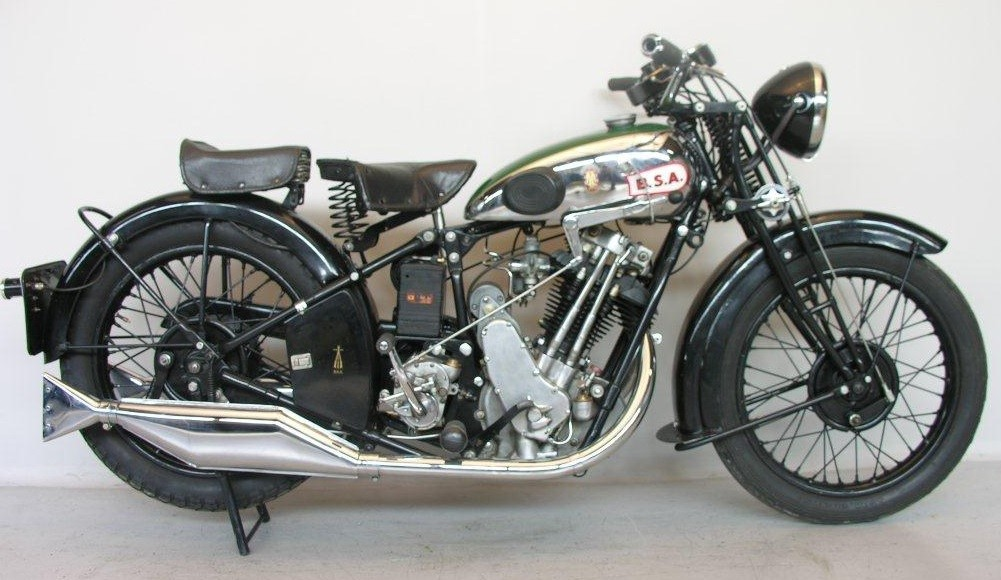
Voorganger: BSA S31-10 De Luxe sloper.
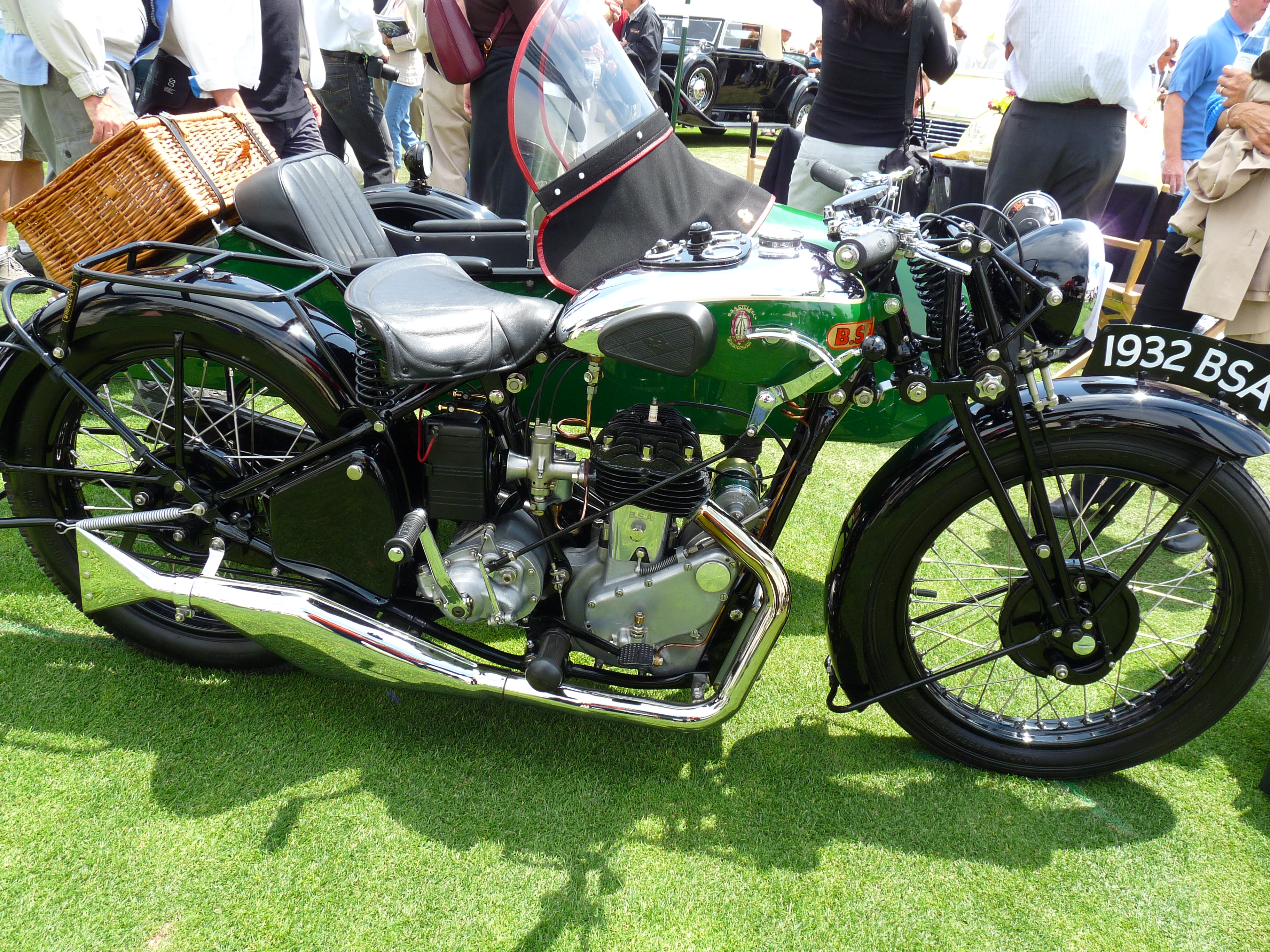
BSA W32-6 zijklepper uit 1932
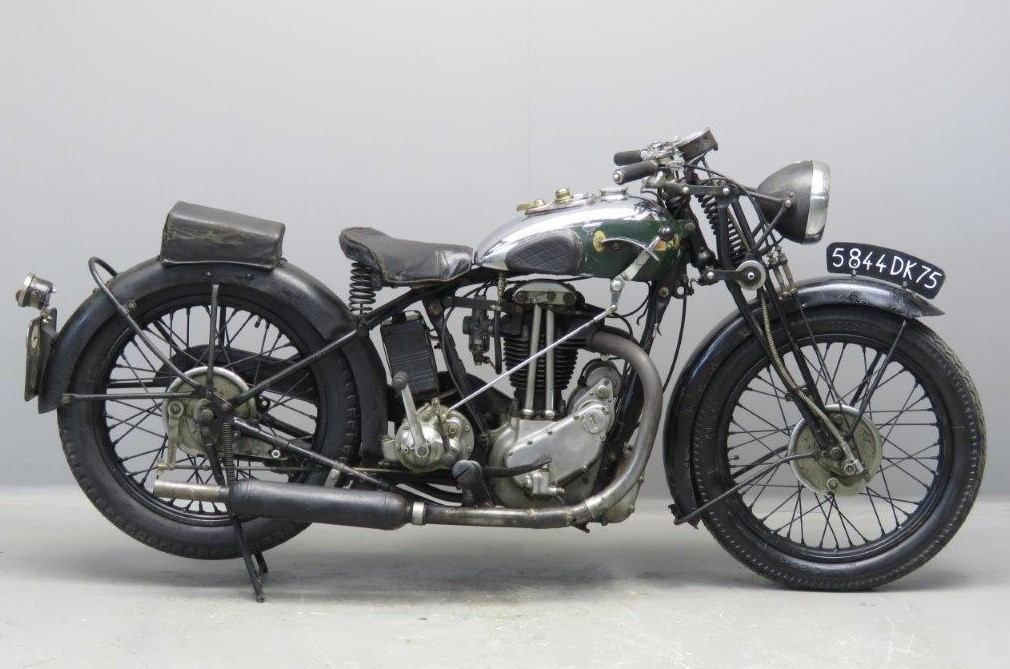
BSA W32-7 kopklepper uit 1932. Het broodzadel achterop kon door een duopassagier gebruikt worden, maar bood de rijder ook de mogelijkheid een "racehouding" aan te nemen.
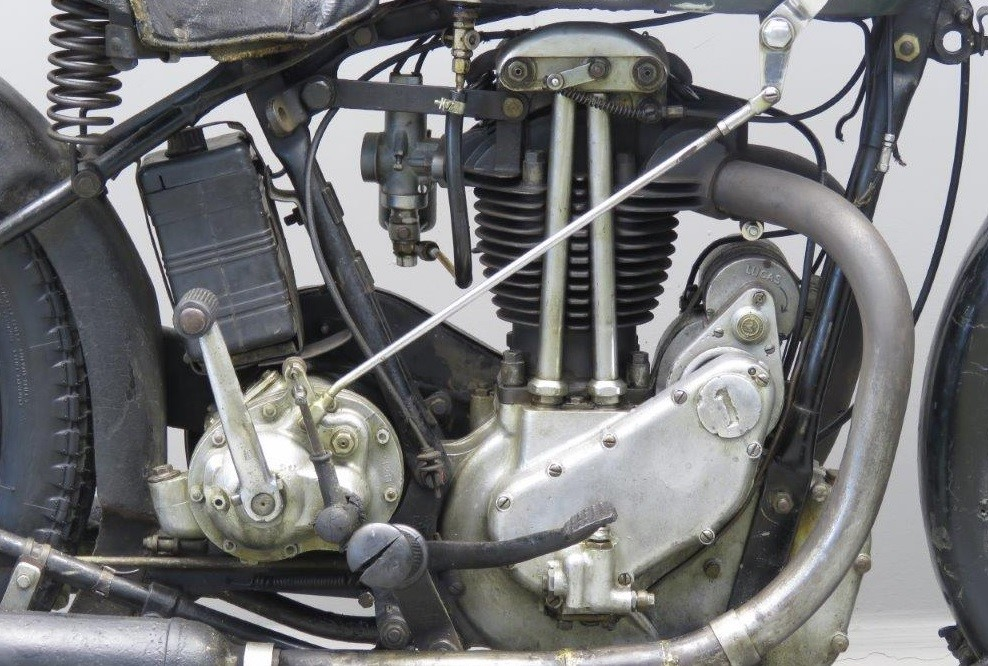
De rechterkant van het motorblok, met rechts de aandrijving van de magdyno, aan de onderkant de oliepomp, de rechtop staande cilinder met stoterstangen, de voetsteun met rempedaal en links de vierversnellingsbak met kickstarter.
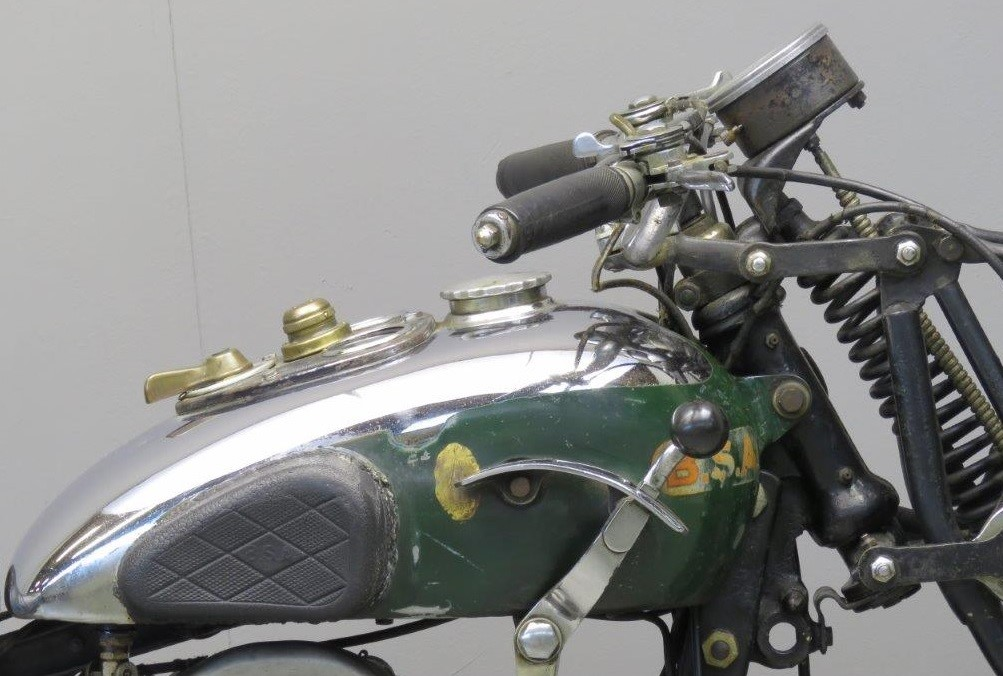
In 1932 presenteerde BSA de "Combination levers", het remhendel en koppelingshendel gecombineerd met manettes voor de gasbediening en de ontstekingsvervroeging. De machines met elektrische verlichting kregen een instrumentenpaneel op de tank.
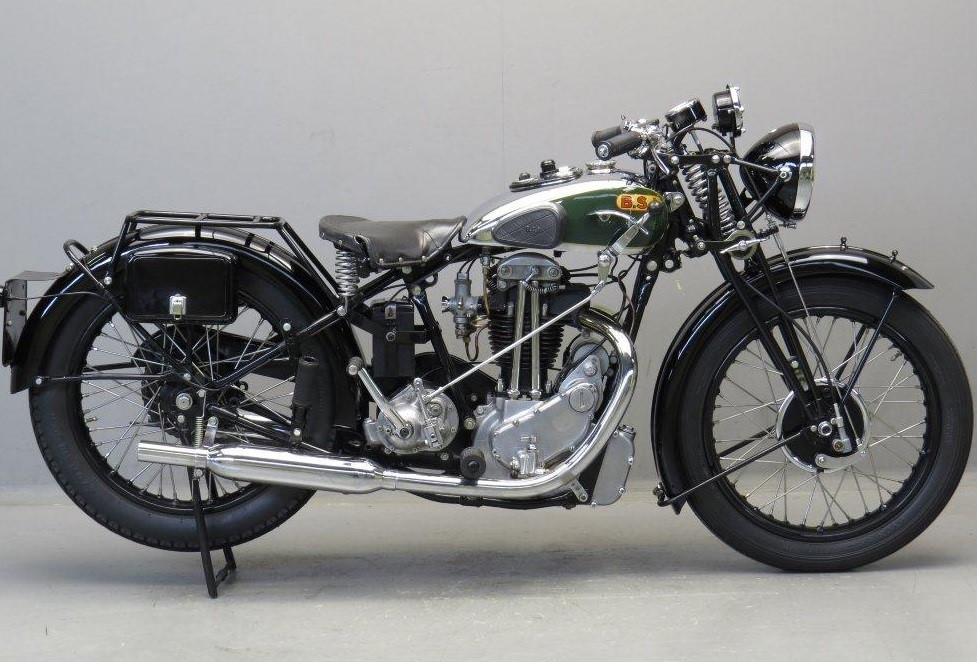
BSA W34-8 uit 1934
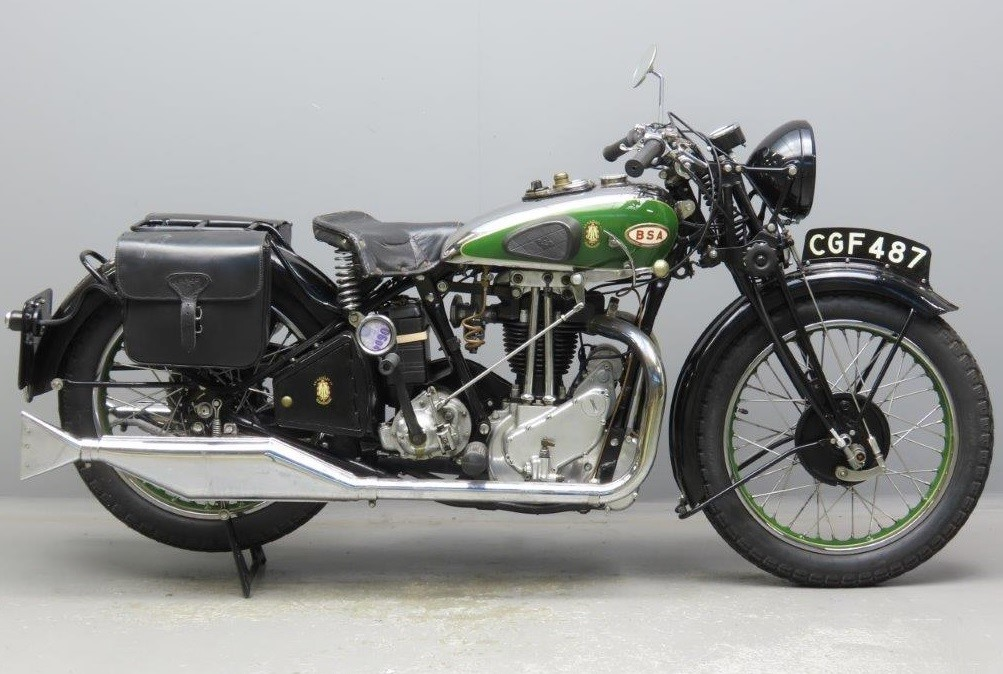
BSA W35-7 uit 1935
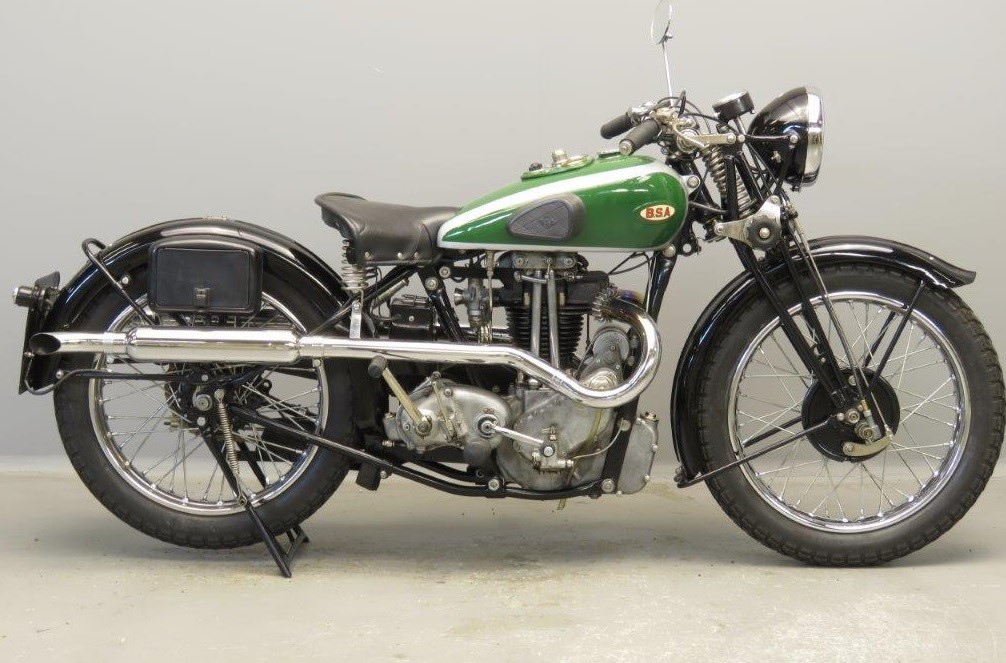
BSA W35-8 Blue Star uit 1935
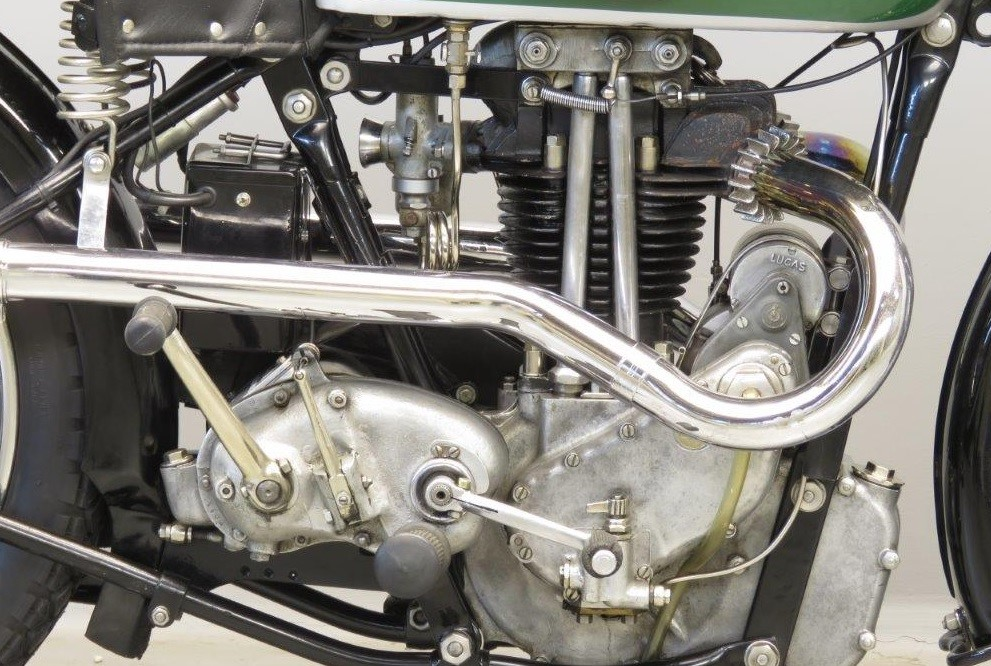
De kopkleppers hadden allemaal een twin port-cilinderkop. Deze W35-8 Blue Star had ook voetschakeling in plaats van handschakeling.
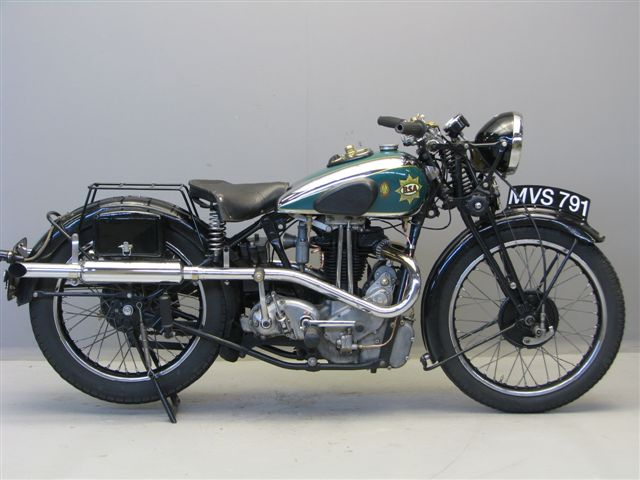
De BSA Q8 Empire Star volgde in 1936 de Blue Star op.

## Technische gegevens (1)
| BSA                    | W32-6                               | W32-7                               | W32-7 Blue Star                     | W33-6                               | W33-7                               | W33-8 Blue Star                     | W33-9 Special                       | W34-7                               | W34-8                               |
| ---------------------- | ----------------------------------- | ----------------------------------- | ----------------------------------- | ----------------------------------- | ----------------------------------- | ----------------------------------- | ----------------------------------- | ----------------------------------- | ----------------------------------- |
| Periode                | 1932                                | 1932                                | 1932                                | 1933                                | 1933                                | 1933                                | 1933                                | 1934                                | 1934                                |
| Categorie              | Toer/zijspantrekker                 | Sport                               | Sport                               | Toer/zijspantrekker                 | Sport                               | Sport                               | Clubman                             | Toer/zijspantrekker                 | Sport                               |
| Motortype              | SV                                  | OHV                                 | OHV                                 | SV                                  | OHV                                 | OHV                                 | OHV                                 | SV                                  | OHV                                 |
| Bouwwijze              | Dwarsgeplaatste staande eencilinder | Dwarsgeplaatste staande eencilinder | Dwarsgeplaatste staande eencilinder | Dwarsgeplaatste staande eencilinder | Dwarsgeplaatste staande eencilinder | Dwarsgeplaatste staande eencilinder | Dwarsgeplaatste staande eencilinder | Dwarsgeplaatste staande eencilinder | Dwarsgeplaatste staande eencilinder |
| Koeling                | Lucht                               | Lucht                               | Lucht                               | Lucht                               | Lucht                               | Lucht                               | Lucht                               | Lucht                               | Lucht                               |
| Boring                 | 85 mm                               | 85 mm                               | 85 mm                               | 85 mm                               | 85 mm                               | 85 mm                               | 85 mm                               | 85 mm                               | 85 mm                               |
| Slag                   | 88 mm                               | 88 mm                               | 88 mm                               | 88 mm                               | 88 mm                               | 88 mm                               | 88 mm                               | 88 mm                               | 88 mm                               |
| Cilinderinhoud         | 499,4 cc                            | 499,4 cc                            | 499,4 cc                            | 499,4 cc                            | 499,4 cc                            | 499,4 cc                            | 499,4 cc                            | 499,4 cc                            | 499,4 cc                            |
| Carburateur(s)         | Amal                                | Amal                                | Amal                                | Amal                                | Amal                                | Amal                                | Amal                                | Amal                                | Amal                                |
| Smeersysteem           | Dry-sump                            | Dry-sump                            | Dry-sump                            | Dry-sump                            | Dry-sump                            | Dry-sump                            | Dry-sump                            | Dry-sump                            | Dry-sump                            |
| Fiscaal vermogen       | 5 pk                                | 5 pk                                | 5 pk                                | 5 pk                                | 5 pk                                | 5 pk                                | 5 pk                                | 5 pk                                | 5 pk                                |
| Primaire aandrijving   | Ketting                             | Ketting                             | Ketting                             | Ketting                             | Ketting                             | Ketting                             | Ketting                             | Ketting                             | Ketting                             |
| Koppeling              | Meervoudige droge plaat             | Meervoudige droge plaat             | Meervoudige droge plaat             | Meervoudige droge plaat             | Meervoudige droge plaat             | Meervoudige droge plaat             | Meervoudige droge plaat             | Meervoudige droge plaat             | Meervoudige droge plaat             |
| Versnellingen          | 4                                   | 4                                   | 4                                   | 4                                   | 4                                   | 4                                   | 4                                   | 4                                   | 4                                   |
| Secundaire aandrijving | Ketting                             | Ketting                             | Ketting                             | Ketting                             | Ketting                             | Ketting                             | Ketting                             | Ketting                             | Ketting                             |
| Rijwielgedeelte        | Dubbel wiegframe                    | Dubbel wiegframe                    | Dubbel wiegframe                    | Dubbel wiegframe                    | Dubbel wiegframe                    | Dubbel wiegframe                    | Dubbel wiegframe                    | Dubbel wiegframe                    | Dubbel wiegframe                    |
| Voorvork               | Girder-type BSA                     | Girder-type BSA                     | Girder-type BSA                     | Girder-type BSA                     | Girder-type BSA                     | Girder-type BSA                     | Girder-type BSA                     | Girder-type BSA                     | Girder-type BSA                     |
| Achtervork             | Star                                | Star                                | Star                                | Star                                | Star                                | Star                                | Star                                | Star                                | Star                                |
| Remmen                 | Trommelremmen                       | Trommelremmen                       | Trommelremmen                       | Trommelremmen                       | Trommelremmen                       | Trommelremmen                       | Trommelremmen                       | Trommelremmen                       | Trommelremmen                       |
| Tankinhoud             | 10,2 liter                          | 10,2 liter                          | 10,2 liter                          | 10,2 liter                          | 10,2 liter                          | 10,2 liter                          | 10,2 liter                          | 10,2 liter                          | 10,2 liter                          |
| Droog gewicht          | Onbekend                            | 141 kg                              | 141 kg                              | Onbekend                            | 141 kg                              | 141 kg                              | Onbekend                            | 141 kg                              | 141 kg                              |

## Technische gegevens (2)
| BSA                    | W34-9 Blue Star                     | W34-10 Special                      | W35-6                               | W35-7                               | W35-8 Blue Star                     | W35-9 Special                       | W6                                  |
| ---------------------- | ----------------------------------- | ----------------------------------- | ----------------------------------- | ----------------------------------- | ----------------------------------- | ----------------------------------- | ----------------------------------- |
| Periode                | 1934                                | 1934                                | 1935                                | 1935                                | 1935                                | 1935                                | 1936                                |
| Categorie              | Sport                               | Clubman                             | Toer/zijspantrekker                 | Sport                               | Sport                               | Clubman                             | Toer/zijspantrekker                 |
| Motortype              | OHV                                 | OHV                                 | SV                                  | OHV                                 | OHV                                 | OHV                                 | SV                                  |
| Bouwwijze              | Dwarsgeplaatste staande eencilinder | Dwarsgeplaatste staande eencilinder | Dwarsgeplaatste staande eencilinder | Dwarsgeplaatste staande eencilinder | Dwarsgeplaatste staande eencilinder | Dwarsgeplaatste staande eencilinder | Dwarsgeplaatste staande eencilinder |
| Koeling                | Lucht                               | Lucht                               | Lucht                               | Lucht                               | Lucht                               | Lucht                               | Lucht                               |
| Boring                 | 85 mm                               | 85 mm                               | 85 mm                               | 85 mm                               | 85 mm                               | 85 mm                               | 85 mm                               |
| Slag                   | 88 mm                               | 88 mm                               | 88 mm                               | 88 mm                               | 88 mm                               | 88 mm                               | 88 mm                               |
| Cilinderinhoud         | 499,4 cc                            | 499,4 cc                            | 499,4 cc                            | 499,4 cc                            | 499,4 cc                            | 499,4 cc                            | 499,4 cc                            |
| Carburateur(s)         | Amal                                | Amal                                | Amal                                | Amal                                | Amal                                | Amal                                | Amal                                |
| Smeersysteem           | Dry-sump                            | Dry-sump                            | Dry-sump                            | Dry-sump                            | Dry-sump                            | Dry-sump                            | Dry-sump                            |
| Fiscaal vermogen       | 5 pk                                | 5 pk                                | 5 pk                                | 5 pk                                | 5 pk                                | 5 pk                                | 5 pk                                |
| Primaire aandrijving   | Ketting                             | Ketting                             | Ketting                             | Ketting                             | Ketting                             | Ketting                             | Ketting                             |
| Koppeling              | Meervoudige droge plaat             | Meervoudige droge plaat             | Meervoudige droge plaat             | Meervoudige droge plaat             | Meervoudige droge plaat             | Meervoudige droge plaat             | Meervoudige droge plaat             |
| Versnellingen          | 4                                   | 4                                   | 4                                   | 4                                   | 4                                   | 4                                   | 4                                   |
| Secundaire aandrijving | Ketting                             | Ketting                             | Ketting                             | Ketting                             | Ketting                             | Ketting                             | Ketting                             |
| Rijwielgedeelte        | Dubbel wiegframe                    | Dubbel wiegframe                    | Dubbel wiegframe                    | Dubbel wiegframe                    | Dubbel wiegframe                    | Dubbel wiegframe                    | Dubbel wiegframe                    |
| Voorvork               | Girder-type BSA                     | Girder-type BSA                     | Girder-type BSA                     | Girder-type BSA                     | Girder-type BSA                     | Girder-type BSA                     | Girder-type BSA                     |
| Achtervork             | Star                                | Star                                | Star                                | Star                                | Star                                | Star                                | Star                                |
| Remmen                 | Trommelremmen                       | Trommelremmen                       | Trommelremmen                       | Trommelremmen                       | Trommelremmen                       | Trommelremmen                       | Trommelremmen                       |
| Tankinhoud             | 10,2 liter                          | 10,2 liter                          | 10,2 liter                          | 10,2 liter                          | 10,2 liter                          | 10,2 liter                          | 10,2 liter                          |
| Droog gewicht          | 141 kg                              | Onbekend                            | Onbekend                            | 141 kg                              | 141 kg                              | Onbekend                            | Onbekend                            |
| Opvolger               |                                     |                                     |                                     | Q7                                  | Q21 New Blue Star                   | Geen                                | M20 Tourer                          |